# الحركة الطوعية لانقراض الجنس البشري

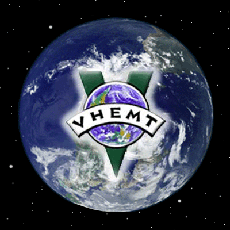
شعار الحركة

الحركة الطوعية لانقراض العنصر البشري (بالإنجليزية: Voluntary Human Extinction Movement)، اختصارًا «VHEMT» هي حركة أجتماعية التي تؤيد فكرة انقراض الجنس البشري عن طريق الحد من عملية التكاثر. وتدعم تلك الحركة فكرة الانقراض في حد ذاتها وفي المقام الأول، الأمر الذي من شأنه أن يمنع الانحلال البيئي، وجاء ذلك طبقًا لرؤية الأعضاء العاملين على الحركة. كما يضيفون أن أي انحدارتتعرض له الكثافة السكانية سيؤدي بدوره إلى التغلب على قدر واف من المعاناة التي يسببها الإنسان نفسه. وتتمثل تلك المعاناة جلية في انقراض السلالات غير البشرية، بالإضافة إلى ندرة الموارد التي تتطلبها الحاجة الإنسانية، وكثيرًا ما عمد الأعضاء إلى الاستشهاد بهذه الأمثلة بوصفها دليل على الضرر الذي يسببه الإنسان نتيجة الانفجار السكاني.
«ليه يو نايت» (بالإنجليزية: Les U. Knight)‏، ناشط من أصل أمريكي، هو من تولى مسؤولية وضع بذرة الحركة، المشهورة باسم VHEMT في عام1991، فهو المتحدث الرسمي باسم الحركة الذي يعمل على نشر أفكارها ورسالتها. وفي السبعينيات من القرن الماضي، بات «ليه يو نايت» معنيًا بالنشاط البيئي، ومن ثم توصل إلي استنتاج أن انقراض الفصيل البشري هو الحل الأمثل للمشاكل التي تواجه البشرية والذي بدوره سيسهم في عودة المحيط الحيوي للكرة الأرضية إلى صحة جيدة. وتعمل شبكة الإنترنت على الترويج للفريق التابع للحركة، إلى جانب تمثلهم في بعض المنظمات البيئية إلا أن الحركة تعتمد بشكل مكثف على التغطية الإعلامية الخارجية لنشر رسالتها. وفي ذلك الإطار، تناول العديد من الإذاعيين الرسالة بالسلب، معتبرينها إفراطًا مبالغًا فيه، أما البعض الآخر فقد استحسنوا رؤية الحركة. واختلفت ردة الفعل تجاه الحركة فقد ركز بعض الصحافيين والأكاديميين على محورين وهما قدرة البشرية على إدارة أنماط حياة يستطيعون التواكب معها، وتقليص كثافتهم إلى مستويات يسهل التحكم بها. أما البعض الآخر، فقد أكد على قضية الحافز إلى التكاثر لدى البشر، والتي تمثل عائقًا في طريق السعي إلى الانقراض، أيًا كانت فضائل الفكرة المطروحة.

## تاريخ الحملة
يعد ليس يو نايت، والذي يشغل وظيفة مدرس بديل بمدرسة ثانوية، مؤسس الحركة الطوعية لانقراض العنصر البشري، ويقيم يو نايت ببورتلاند، أوريغون. وفي فترة السبعينيات من القرن الماضي، وبعدما التحق بالجامعة بدأت فكرة النشاط البيئي تشغل اهتمامه. وعلى الرغم من حقيقة نشأته وسط عائلة متعددة الأفراد يرى نايت أن معظم المخاطر التي تهدد كوكب الأرض تعود أسبابها إلى مشكلة الاكتظاظ السكاني. وبناءً عليه قرر نايت الانضمام إلى منظمة النمو السكاني صفر، إلى جانب إجراء عملية جراحية لقطع الحبل المنوي ببلوغ عام25. وعقب تلك السلسلة من النشاطات استطاع يو نايت أن يتوصل إلى الحل الذي ربما يكون الأفضل للمشاكل التي تعانيها البيئة ألا وهو انقراض السلالة الآدمية. كما أنه يفترض أن تلك القضية لطالما شغلت اهتمام البعض على مر الزمان.
وفي إطار العمل على نشر رسالة الحركة شرع نايت في نشر العدد الأول لنشرة VHEMT لعام 1991 المعروفة باسم هذه الأوقات Exit حيث يدعو القارئ إلى تأييد فكرة الانقراض، وذلك عن طريق وقف عملية التكاثر. وعلى صعيد آخر، قامت الحركة بصناعة أفلام الكارتون، علاوة على القصص الهزلية مثل «صغير البونوبو» والتي تعرض قصة امرأة تمتنع عن الإنجاب رغبةً في تبني قرد البونوبو. وفي عام 1996 أنشأ «ليه يو نايت» موقعًا تابعًا للحركة، والذي تمت ترجمته إلى 11 لغة مختلفة في عام 2010. وقد اتخذت الحركة الحرف V رمزًا لها مأخوذًا من كلمة (طوعية)، مع صورة تمثيلية معكوسة للكرة الأرضية بحيث يظهر الشمال أسفل الكرة لا أعلاها.

## التنظيم والترويج
تمثل حركة VHEMT، نوعًا ما، شبكة طوعية حرة لا منظمة رسمية؛ فلا تتعامل بتقنية تصنيف قائمة بأسماء الأعضاء المساهمين في الحركة، مما تسبب في شيء من الالتباس لدى البعض؛ نوه دانيال ميتز بجامعة يلاميت بولاية أوريغون عن عدد المتطوعين بالحركة الذي بلغ  400 بالقائمة البريدية الخاصة بال VHEMT، وذلك عام 1995؛ ولكن كان للقناة الإعلامية فوكس نيوز رأي آخر فقد أعلنت بعد مرور ستة أعوام عن العدد الحقيقي البالغ 230 فقط. وصرح «ليه يو نايت» أن من يتفق معه في أيديولوجية الحركة نفسها يحتسب عضوًا مما قد يشمل الملايين من الأشخاص قاطعًا بذلك الشك باليقين.
يعد «ليه يو نايت»، كما ذكر مسبقًا، المتحدث الرسمي باسم الحركة المسؤول عن نشر رسالتها، وذلك عن طريق حضور الأحداث والمؤتمرات البيئية حيث يعمل على إمداد الحضور بمعلومات متعلقة بالنمو السكاني. فضلا عن ذلك، تم الإعلان عن أهداف الحركة من خلال وسائل الإعلام بصورة أساسية. ويتم بيع القمصان والأزرة إلى جانب الملصقات التي تحمل تلك الرسالة «شكرًا على عدم التربية».

## الإيديولوجية
ويجادل «ليه يو نايت» أن الأرض أضعف بكثير من أن تتحمل الكتل السكانية وأن الحل الأمثل للأزمة التي تواجه محيط الأرض الحيوي يمثل في أيدي البشر أنفسهم متمثلًا في إيقاف عملية التكاثر بصورة طوعية. ويضيف «ليه يو نايت» أن «البشر غير قادرين على الانسجام مع محيط الأرض الحيوي», وأن الإنسان نفسه هو من يتسبب في الإضرار بالبيئة، والذي بالتبعية سيؤدي إلى انقراض الفصيل البشري (كما الفصائل الأخرى غير البشرية). ويعتقد «ليه يو نايت» أن الحصة الأعظم من المجتمعات البشرية لم تكن قادرةً على إدارة أنماط غير سلبية، كما يقر بأنه على الرغم من محاولات الإنسان تحقيق حياة لا تؤثر سلبًا في البيئة يبقى الوضع المتأزم كما هو عليه. إن الهدف الذي ترمي إليه الحركة يتمثل في وضع حد لمعاناة البشرية ومنع انقراض الكائنات المتعددة وبنًاء عليه، تتم ترقية الحركة. وينهي «ليه يو نايت» كلامه مؤكدًا على حقيقة الخطر الذي يمثله الاكتظاظ السكاني على انقراض الفصائل المختلفة.
ويلحظ جيمس أرمرود أن الأساس الذي تم بناء الحركة عليه هو «وقف عملية التكاثر والذي يعد أحد واجبات الفرد الضرورية» بيد أن بعض الناس يلحقون أنفسهم بدائرة هذا المعتقد على الرغم من أنهم لا يؤمنون فعليًا بفكرة الانقراض البشري. ومن الجدير بالذكر أن أرمرود، أحد علماء النفس، هو من قام بذكر نبذةٍ مختصرة عن أعضاء الحركة بمجلة «علم النفس..الثقافة..والمجتمع». ويوضح «ليه يو نايت» كيف أنه يمكن للمحاولات التي يؤديها الأفراد للحفاظ على البيئة أن تتحول دون وعي منهم لتشكل خطرًا على المحيط البيئي وفي مقدمتهم مواطنو العالم الأول، من وجهة نظر «ليه يو نايت»، حيث أنهم من بين الشعوب الأكثر استخدامًا للمصادر البيئية.
وفي الإطار نفسه، يؤمن «ليه يو نايت» بقيمة الكائنات دون البشرية بشكل مطلق إذا ما قورنت بقيمة الكائنات الحية وما يحققوه من أعمال ومثالا على ذلك الأعمال الفنية:«كمسرحيات الكاتب الإنكليزي الشهير شكسبير واكتشافات أينشتاين عالم الفيزياء المعروف والتي لا تضاهي في أهميتها نمرًا على الأقل». علاوةً على ذلك، يرى «ليه يو نايت» أن الكائنات التي تترأس السلسلة الغذائية التي تتغذى على أجسام الكائنات الميتة هم أقل أهمية من الكائنات المتواجدة في ذيل السلسلة. أما بالنسبة لإيديولوجية «ليه يو نايت» فإنها نابعة من علم تبيؤ عميق كما أنه في بعض الأحيان يصف الكرة الأرضية بالغايا. يعتبر «ليه يو نايت» الانقراض البشري أمرًا لا فرار منه كما يضيف أن اختيار الانقراض المبكر أفضل كثيرًا من الانقراض الجبري. وعلى الجانب الآخر، يتحيز «ليه يو نايت» إلى إمكانية نشوء فصائل أخرى من الكائنات الحية.
يؤمن «ليه يو نايت» بأن التوقف عن مزاولة عملية التكاثر هو خيار غيري بوصفه مسلك للتخلص من المعاناة التي يتعرض لها الإنسان بصورة كرهية، كما يستشهد بمثال على صور المعاناة التي يسهل القضاء عليها وهو تعداد الوفيات من الأطفال. كما يزعم «ليه يو نايت» أن الامتناع عن ممارسة عملية التكاثر سيسمح بدوره في آخر الأمر للإنسان أن يتمكن من قيادة أنماط حياة مثالية في بيئة مماثلة لجنات عدن، كما يبقي على فكرة أن الأعداد الأخيرة من الكائنات البشرية ستشعر بالفخر لما استطاعت تحقيقه من إنجازات في ظل الفكرة التي يتناولها «ليه يو نايت». وهناك أمثلة أخرى ترجح كافة الانتفاع ومنها وقف الحروب والإجهاض والمجاعات. ويوضح «ليه يو نايت» رأيه السلبي في الإنجاب مجادلًا: «إن الإنجاب اليوم بحكم الواقع ليس إلا إساءة معاملة الأطفال». ومن المتنبأ أن يزداد مستوى الحياة سوءًا في حالة أن تم استنزاف الموارد لصالح النسبة المتزايدة من السكان فضلا عن استغلالها في حل القضايا المعاصرة، يأتي ذلك على لسان «ليه يو نايت». وعلى الجانب الآخر، تأتي التكهنات بأن إذا توقف الأفراد تمامًا عن التكاثر، فسيتمكنوا من الاستفادة من طاقتهم عن طريق استغلالها في أنشطة أخرى، وأخيرًا وليس آخرًا يقدم اقتراحًا متمثلًا في وسيلتين بديلتين لعملية التكاثر لمن يريد امتلاك الأطفال وهما التبني وتعزيز الرعاية.
تنبذ الحركة برامج التحكم في النسمة السكانية بتكليف من الحكومة والتي تهدف إلى تخفيض نسبة السكان بشكل طوعي داعمًة فكرة تحديد النسل واستخدام قوة الإرادة فقط لمنع الحمل. ويبرر «ليه يو نايت» ذلك الرفض موضحًا أن السبل القسرية لا تحقق الانخفاض في الكثافة السكانية على نحو دائم، والدليل على ذلك أن البشرية قد استطاعت أن تنجو من حروب كارثية ومجاعات وأمراض. بعيدًا عن اسم الصحيفة التابعة للحركة والتي تذكرنا بكتيب "Final Exit" الذي يتناول قضية الانتحار فإن فكرة الانتحار الجماعي مرفوضة لدي الحركة، بل وتتخذ شعارها «فلنحيا طويلًا ثم نختفي». لقد تم عمل استفتاء ما بين أعضاء الحركة عام 1995 حيث أظهر معظم الأعضاء أن الحفاظ على الأرض فريضة أخلاقية، كما أعربوا عن عجز الخطط السياسية عن حماية البيئة من أي ضرر، وأضافوا أنهم على استعداد للتنازل عن بعض حقوقهم في سبيل الدفاع عن قضيتهم. إن ذلك الفريق الذي يؤمن بشدة أن «التمدن على حافة الهاوية» كانوا على أتم الاستعداد لتبني مثل تلك الرؤى ولكن لم يتحقق للحركة أن اتخذت أي اتجاهات سياسية صريحة.
إن حركة VHEMT تتبنى إيديولوجية أكثر صرامةً من منظمة العمل الدولي للسكان- منظمة مؤلفة من مجموعة تحث البشرية على ضرورة تقليص كثافتهم حفاظًا على الأرض؛ ولكن ليس عن طريق الإبادة، إلا أن مذهب الحركة يعد أكثر اعتدالًا وجدية إذا ما قورن (بكنيسة القتل الرحيم) التي تؤيد الانتحار والوحشية في إخفاض الكثافة السكانية. وقد جاء الاستفتاء سالف الذكر بنسبة ست وثلاثين بالمائة ممن اعتبروا أنفسهم أعضاء بجماعة الناشطين المعروفة باسم «الأرض أولًا» أو على الأقل منحوا تبرعات لها.